# 少爷 (小说)

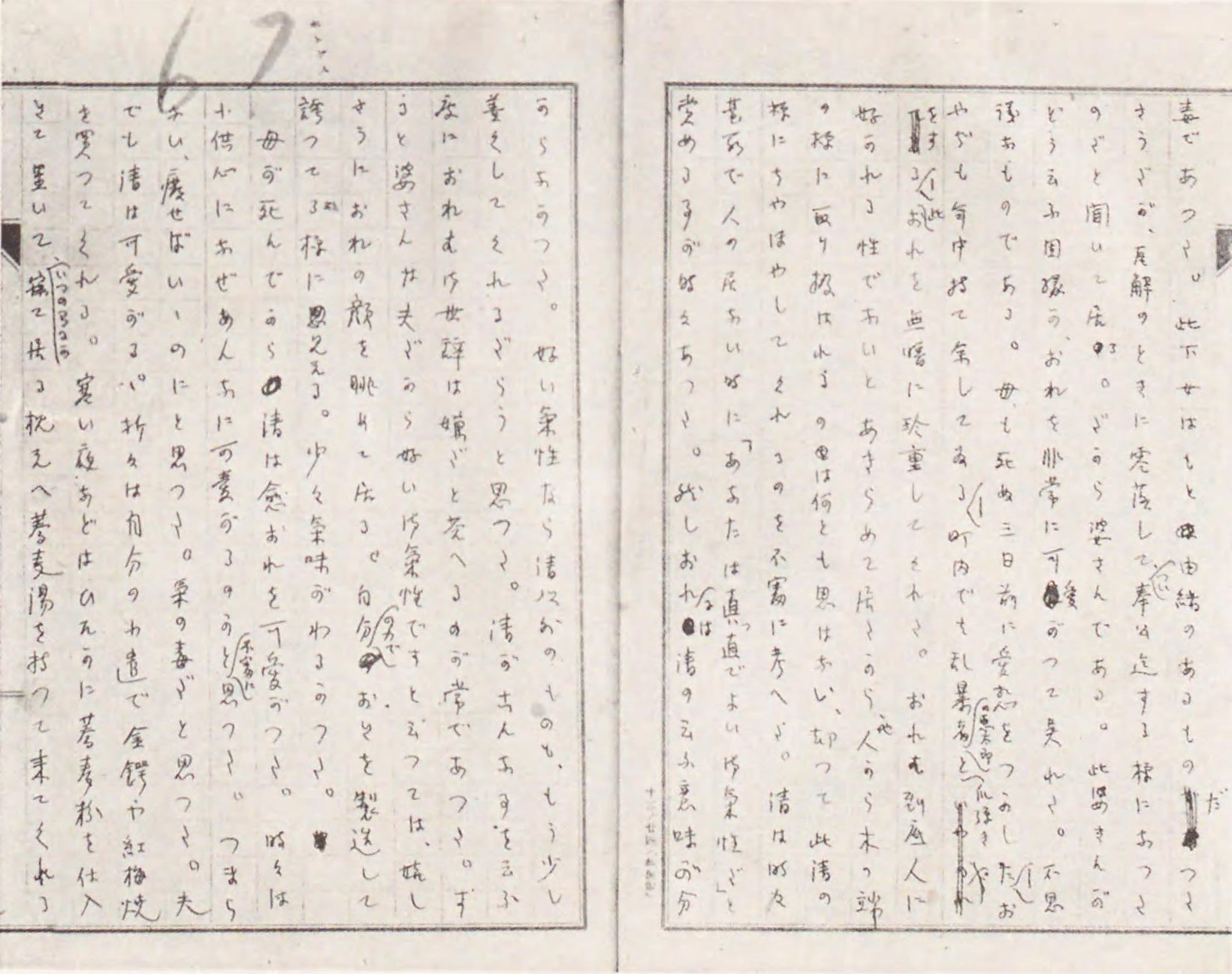
夏目漱石《少爺》手稿的一部分。

《少爺》（日语：坊っちゃん），在许多译本中被译为《哥儿》（如林少华译本），是日本作家夏目漱石作于1906年的长篇小说，發表於〈杜鵑〉雜誌。被认为是日本当代最受欢迎的小说之一，成为许多日本青少年的文学读物。小说以一众道貌岸然者的道德品性为主题，是夏目漱石早期诙谐风格的代表作。
值得注意的是，夏目漱石本人生于东京，在松山的生活是他首次居住于外地，给他留下了较深刻的印象。因此这篇小说一定程度上应来源于作者个人经历。

## 故事情節
小说以一个物理学校（现东京理科大学）毕业后到松山乡下任教的男青年的个人经历为故事主线。主人公“少爷”脑子单纯，易受蒙骗，却富有正义感，拒绝向世俗的种种虛假低頭。同时，“少爷”在到不甚开化的乡下任教之前生活在现代化的都市东京，对眼前的种种迂腐的习俗处处看不惯。他与富含真性情的同事“豪猪”结交，与学校的几个或迂腐或龌龊的同事们明争暗斗，故事情节起伏跌宕又夸张滑稽，勾画出当时教育界人物之众生相，富含讽刺意味。
小说中，处处对虚伪的知识分子以不屑一顾的批评。小说中“少爷”的佣人阿清是個識字不多的傳統婦女，但她對少爺無私甚至是偏执的爱却如陽光般溫暖；学校的教務主任「紅襯衫」虽是博览诗书的文學學士，但優雅舉止下却隱藏着种种卑劣行徑。

## 登場人物
少爺：
一個在東京出生的年輕人，畢業後的第一份工作是到四國松山市的高中擔任數學老師
阿清：
少爺家裡的老女佣。
山嵐（豪豬）：
數學主任老師，與少爺氣味相投。
紅襯衫
教務主任，與少爺和山嵐敵對，愛炫耀。
馬屁精：
畫學老師，欺善怕惡。
老秧瓜：
古賀老師，英文老師。
瑪丹娜：
和喜歡的人一起私奔。
狸貓：
學校校長。老奸巨猾

## 改編作品

### 電影
- 《少爺》（1935年）
- 《少爺》（1953年 ）
- 《少爺》（1958年）
- 《少爺》（1966年 ）
- 《少爺》（1977年）

### 電視劇
- 《少爺》（1957年 日本電視台）
- 《少爺》（1960年 NET）
- 《少爺》（1965年 富士電視台）
- 《少爺》（1966年 NHK）
- 《少爺》（1968年 MBS ）
- 《漂流者少爺》（1970年 NET）
- 《少爺》（1970年 日本電視台）
- 《新・少爺》（1975年 NHK）
- 《新 少爺》（1987年 富士電視台）
- 《少爺》（1994年 NHK）
- 《小少爺》（1996年 TBS）
- 《少爺》（2016年 富士電視台）
- 《他媽的，少爺！》（2016年 NHK BS Premium）

### 動畫
- 《少爺》（1980年富士電視台版）
- 《少爺》（1986年日本電視台版）

### 舞台劇
- 《少爺》（1987年8月、大阪・新歌舞伎座）
- I Love 少爺（1992年首演，音樂座公開演出）
- 音樂劇《少爺》

### 漫畫
- 《BOCCHAN 少爺》（江川達也）
- 《少爺》（水島新司）

## 相關項目
- 少爺列車